# Ghiacciaio Algie
Il ghiacciaio Algie (in inglese Algie Glacier) è un ghiacciaio tributario lungo circa 50 km situato nella costa di Shackleton, all'interno della Dipendenza di Ross, nell'Antartide orientale. Il ghiacciaio, il cui punto più alto si trova a circa 1400 m s.l.m., si trova all'estremità meridionale della dorsale dei Ricognitori, dove fluisce in direzione sud-est, partendo dal versante meridionale del colle Powell e scorrendo lungo il lato occidentale della dorsale Nash, fino a unire il proprio flusso a quello del ghiacciaio Nimrod.

## Storia
Il ghiacciaio Algie è stato così battezzato dal Comitato neozelandese per i toponimi antartici (in inglese New Zealand Antarctic Place-Names Committee) in onore di Ronald Algie che, in qualità di ministro per la ricerca scientifica e l'innovazione industriale della Nuova Zelanda, diede un grosso supporto al gruppo neozelandese facente parte della Spedizione transantartica del Commonwealth, nota anche come Spedizione Fuchs-Hillary, condotta nel 1955–58.